# 凯辛格阿
凯辛格阿（Kesinga），是印度奥里萨邦Kalahandi县的一个城镇。总人口16914（2001年）。

## 人口
该地2001年总人口16914人，其中男性8570人，女性8344人；0—6岁人口2544人，其中男1271人，女1273人；识字率54.95%，其中男性为65.85%，女性为43.76%。